# Parafia św. Jakuba Apostoła i św. Doroty Panny i Męczennicy w Wieleninie
Parafia świętego Jakuba Apostoła i świętej Doroty Panny i Męczennicy w Wieleninie – parafia rzymskokatolicka, znajdująca się w diecezji włocławskiej, w dekanacie uniejowskim. 